# Traducció assistida per ordinador
Traducció assistida per ordinador i sovint denominada TAO, és el terme amb el qual es designa la traducció duta a terme amb ajuda de programes informàtics específics; per exemple, els que creen i organitzen memòries de traducció i els editors de recursos interactius de programari de tipus textual, també anomenats eines de localització.

## Denominació
En el número monogràfic de la revista Tradumàtica dedicat als sistemes de TAO, els autors de la publicació utilitzen diferents denominacions per referir-se al mateix concepte definit en el paràgraf anterior. Així, s'hi pot trobar: memòries de traducció (Strandvik, 2001), sistemes de traducció assistida per ordinador, sistemes TAO, eines de traducció assistida, eines TAO (Editorial, 2001), eines CAT —acrònim de Computer Assisted Translation— (Gómez, 2001) o gestors de memòries de traducció (Sánchez-Gijón, 2001).

## Història
Els primers programes de traducció assistida per ordinador van començar sent magatzems d'informació en una base de dades senzilla dotada d'un motor de recerca. Aquestes primeres eines reberen el nom de memòries de traducció. Aquests sistemes s'ha anat dotant d'una sèrie d'eines annexes que complementen les funcions originals per a millorar el seu rendiment i s'han convertit en un sistema integrat de mòduls: gestors de terminologia, alineadors, motor de recerques, editors de traducció, gestor de projectes de traducció. En suma, ha sorgit un nou sector d'activitat, conegut com a indústria del llenguatge.

## Estratègia
L'estratègia principal i genèrica dels sistemes de traducció assistida per ordinador consisteix en l'accés a les memòries de traducció, per a la seua reutilització. D'una banda, es reutilitzen els elements traduïts i revisats per un humà i, de l'altra, es recuperen els elements traduïts amb un índex de coincidència variable mitjançant la tècnica de lògica difusa.
Així mateix, aquests sistemes expliquen, per regla general, amb un gestor de terminologia que permet gestionar un altre tipus de recursos lingüístics, els diccionaris. Per aquest motiu, aquestes eines poden considerar-se com a gestors de recursos lingüístics que poden ser reutilitzats per a diferents projectes o per a altres eines diferents als del seu entorn de creació.
Aquestes eines són sistemes d'informació que donen suport a l'emmagatzematge, navegació, extracció i creació de recursos lingüístics del tipus memòries de traducció i diccionaris terminològics.
L'auge experimentat pels sistemes de traducció assistida per ordinador està vinculat al fet que els plantejaments més ambiciosos de la traducció automàtica han pecat de considerable ingenuïtat, que expliquen la desil·lusió dels assoliments aconseguits. De la insatisfacció d'aquests assoliments, per l'escassa resposta d'implantació obtinguda en l'àmbit professional, es desenvolupen eines de programari que aspiren a l'automatització de les tasques mecàniques, reduint les pretensions d'automatització de les tasques d'alt nivell d'implicació cognitiva.
Els sistemes de traducció assistida per ordinador funcionen de forma òptima amb textos molt repetitius, com els manuals tècnics. També són útils per realitzar revisions, correccions i petites modificacions.